# Antu
Antu är ett härad som är i beläget i Yanbian, en autonom prefektur för koreaner i Jilin-provinsen i nordöstra Kina.